# Aplonis
Az Aplonis vagy énekesseregély  a madarak osztályának verébalakúak (Passeriformes) rendjébe és a seregélyfélék (Sturnidae) családjába tartozó nem.

## Rendszerezésük
A nemet John Gould 1836-ban írta le, az alábbi fajok tartoznak ide:
- búbos énekesseregély (Aplonis brunneicapillus)
- bajszos énekesseregély (Aplonis mystacea)
- fémes énekesseregély (Aplonis metallica)
- hosszúfarkú énekesseregély (Aplonis magna)
- ponapei seregély (Aplonis pelzelni) - valószínűleg kihalt a 2000-es évek elején
- kosrae-szigeti seregély (Aplonis corvina) – kihalt a 19. század közepén
- karolina-szigeteki énekesseregély (Aplonis opaca)
- galléros énekesseregély (Aplonis grandis)
- San Cristobal-i énekesseregély (Aplonis dichroa)
- pápua énekesseregély (Aplonis cantoroides)
- tanimbar-szigeteki énekesseregély (Aplonis crassa)
- maláj énekesseregély (Aplonis panayensis)
- malukui énekesseregély (Aplonis mysolensis)
- szunda-szigeteki énekesseregély (Aplonis minor)
- atoll énekesseregély (Aplonis feadensis)
- rennell-szigeti énekesseregély (Aplonis insularis)
- rozsdásszárnyú énekesseregély (Aplonis zelandica)
- csíkos énekesseregély (Aplonis striata)
- rozsdáshátú énekesseregély (Aplonis santovestris)
- déltengeri énekesseregély (Aplonis tabuensis)
- szamoai énekesseregély (Aplonis atrifusca)
- rarotongai énekesseregély (Aplonis cinerascens)
- rejtélyes énekesseregély (Aplonis mavornata) – kihalt a 19. század közepén
- norfolk-szigeti énekesseregély (Aplonis fusca) – kihalt 1923-ban
  - lord howe-szigeti énekesseregély (Aplonis fusca hulliana) – kihalt 1919-ban
- Huahine-szigeti énekesseregély (Aplonis diluvialis) - régen kihalt faj